# C'era una volta in Cina e in America
C'era una volta in Cina e in America (Huáng Fēihông Zhī Xīyù Xíongshī) è un film del 1997 diretto da Sammo Hung.
La pellicola è la sesta e ultima della saga Once Upon a Time in China, iniziata da Tsui Hark nel 1991 con il film omonimo.

## Trama
Inizio del Novecento. So si trasferisce dalla Cina negli Stati Uniti per diffondere lo spirito delle arti marziali, aprendo una scuola di Kung Fu a San Francisco. Il clima sociale non era dei migliori, con costanti contrasti tra la comunità di americani e quelle degli immigrati. So si trova in grossi problemi e non gli rimane altro che rivolgersi al Maestro Wong Fei-hung perché era solo lui l'unico che poteva aiutarlo.